# IC 1869
IC 1869 је лентикуларна галаксија у сазвјежђу Кит која се налази на листи објеката дубоког неба у Индекс каталогу.
Деклинација објекта је + 5° 50' 12" а ректасцензија 2h 58m 11,7s. Привидна величина (магнитуда) објекта IC 1869 износи 14,4 а фотографска магнитуда 15,4. IC 1869 је још познат и под ознакама CGCG 415-44, DRCG 9-21, PGC 11224.